# Vlădeni (Iași)
Vlădeni è un comune della Romania di 4 593 abitanti, ubicato nel distretto di Iași, nella regione storica della Moldavia.
Il comune è formato dall'unione di 6 villaggi: Alexandru cel Bun, Borșa, Broșteni, Iacobeni, Vâlcelele, Vlădeni.